# (3754) Kathleen
(3754) Kathleen est un astéroïde de la ceinture principale.

## Description
(3754) Kathleen est un astéroïde de la ceinture principale. Il fut découvert le 16 mars 1931 à Flagstaff par Clyde William Tombaugh. Il présente une orbite caractérisée par un demi-grand axe de 3,16 UA, une excentricité de 0,11 et une inclinaison de 8,5° par rapport à l'écliptique.

## Compléments